# Serhí Stakhovski
Sergiy Eduardovych Stakhovsky (en ucraïnès: Сергій Едуардович Стаховський; Kíiv, URSS, 6 de gener de 1986) és un tennista professional ucraïnès.
En el seu palmarès hi ha quatre títols individuals i quatre en dobles del circuit ATP, que li van permetre arribar als llocs 31 i 33 dels respectius rànquings. Té la particularitat de no haver perdut cap final de les que ha disputat.

## Biografia
Fill d'Eduard i Olga, té un germà més gran Aleksandr i un més petit Leonard, aquest darrer també fou tennista.
Es va casar amb Anfisa Bulgakova el 24 de setembre de 2011 i van tenir dos fills: Tasia (2014) i Nikifor (2015).
Després de la seva retirada, al febrer de 2022, va tornar a Ucraïna, per participar en la seva defensa contra la nova invasió russa ordenada pel president Putin.

## Palmarès

### Individual: 4 (4−0)
| Llegenda                          |
| --------------------------------- |
| Grand Slams (0−0)                 |
| ATP Finals (0−0)                  |
| ATP World Tour Masters 1000 (0−0) |
| ATP World Tour 500 (0−0)          |
| ATP World Tour 250 (4−0)          |

| Títols per superfície |
| --------------------- |
| Dura (3−0)            |
| Gespa (1−0)           |
| Terra batuda (0−0)    |

| Resultat  | Núm. | Data                  | Torneig                         | Superfície | Oponent          | Marcador            |
| --------- | ---- | --------------------- | ------------------------------- | ---------- | ---------------- | ------------------- |
| Guanyador | 1.   | 1 de març de 2008     | Zagreb, Croàcia                 | Dura (i)   | Ivan Ljubičić    | 7−5, 6−4            |
| Guanyador | 2.   | 1 de novembre de 2009 | St. Petersburg, Rússia          | Dura (i)   | Horacio Zeballos | 2−6, 7−6(8), 7−6(7) |
| Guanyador | 3.   | 19 de juny de 2010    | 's-Hertogenbosch, Països Baixos | Gespa      | Janko Tipsarević | 6−3, 6−0            |
| Guanyador | 4.   | 17 de gener de 2015   | New Haven, Estats Units         | Dura       | Denis Istomin    | 3−6, 6−3, 6−4       |

### Dobles masculins: 4 (4−0)
| Llegenda (pre/post 2009)                                 |
| -------------------------------------------------------- |
| Grand Slams (0−0)                                        |
| Tennis Masters Cup / ATP Finals (0−0)                    |
| ATP Masters Series / ATP World Tour Masters 1000 (0−0)   |
| ATP International Series Gold / ATP World Tour 500 (1−0) |
| ATP International Series / ATP World Tour 250 (3−0)      |

| Títols per superfície |
| --------------------- |
| Dura (2−0)            |
| Gespa (2−0)           |
| Terra batuda (0−0)    |

| Resultat  | Núm. | Data                 | Torneig                    | Superfície | Parella           | Oponents                          | Marcador              |
| --------- | ---- | -------------------- | -------------------------- | ---------- | ----------------- | --------------------------------- | --------------------- |
| Guanyador | 1.   | 12 d'octubre de 2008 | Moscou, Rússia             | Dura (i)   | Potito Starace    | Stephen Huss Ross Hutchins        | 7−6(4), 2−6, [10−6]   |
| Guanyador | 2.   | 13 de juny de 2010   | Halle, Alemanya            | Gespa      | Mikhaïl Iujni     | Martin Damm Filip Polášek         | 4−6, 7−5, [10−7]      |
| Guanyador | 3.   | 26 de febrer de 2011 | Dubai, Emirats Àrabs Units | Dura       | Mikhaïl Iujni     | Jérémy Chardy Feliciano López     | 4−6, 6−3, [10−3]      |
| Guanyador | 4.   | 21 de juny de 2019   | Newport, Estats Units      | Gespa      | Marcel Granollers | Marcelo Arévalo M.Á. Reyes-Varela | 6−7(10), 6−4, [13−11] |

## Trajectòria

### Individual
| Open d'Austràlia | A   | A           | A           | Q2          | Q3  | 1R          | 1R          | 3R          | 2R    | 1R          | 1R          | 2R          | 1R   | A           | Q1          | Q2          | Q2          | 1R | 0 / 9     | 4 – 9     |
| Roland Garros | A   | Q1          | A           | Q3          | Q2  | 2R          | 1R          | 3R          | 2R    | 1R          | 1R          | 2R          | Q2   | 2R          | 2R          | 1R          | Q1          |    | 0 / 9     | 7 – 9     |
| Wimbledon | A   | Q3          | A           | Q3          | 1R  | Q1          | 1R          | 2R          | 1R    | 3R          | 3R          | 1R          | 2R   | 2R          | 2R          | Q2          | NC          |    | 0 / 10    | 8 – 10    |
| US Open | A   | Q2          | A           | Q1          | Q3  | 1R          | 3R          | 1R          | 1R    | 1R          | 1R          | 3R          | 2R   | Q3          | Q1          | Q1          | A           |    | 0 / 8     | 5 – 8     |
| Jocs Olímpics | A   | No celebrat | No celebrat | No celebrat | A   | No celebrat | No celebrat | No celebrat | 1R    | No celebrat | No celebrat | No celebrat | A    | No celebrat | No celebrat | No celebrat | No celebrat |    | 0 / 1     | 0 – 1     |
| Total Victòries−Derrotes                                                                                                   | 0−1 | 3−3         | 1−6         | 2−3         | 9−4 | 16−14       | 27−25       | 25−27       | 16−28 | 11−17       | 20−20       | 20−27       | 8−14 | 6−8         | 5−6         | 3−6         | 1−2         |    | 176 – 213 | 176 – 213 |
| Rànquing a final d'any | 335 | 184         | 195         | 199         | 92  | 60          | 46          | 62          | 103   | 98          | 58          | 62          | 109  | 122         | 134         | 150         | 202         |    |           |           |
| Llegenda: G: Guanyador; F: Finalista; SF: Semifinalista; QF: Quarts de final; Q: Qualificació; A: Absent; RR: Round Robin; |     |             |             |             |     |             |             |             |       |             |             |             |      |             |             |             |             |    |           |           |

### Dobles masculins
| Open d'Austràlia | A   | A   | A   | 1R  | 1R    | 2R    | 1R   | 3R   | A   | 1R   | 1R  | A   | A   | A   | 0 / 7    | 3 – 7    |
| Roland Garros | A   | A   | A   | 2R  | 2R    | 2R    | 1R   | 1R   | A   | 1R   | A   | A   | A   | A   | 0 / 6    | 3 – 6    |
| Wimbledon | A   | A   | Q1  | Q1  | 3R    | 2R    | 1R   | A    | 1R  | 1R   | 1R  | A   | A   | A   | 0 / 6    | 3 – 6    |
| US Open | A   | A   | A   | 1R  | 3R    | 3R    | 2R   | 3R   | A   | 2R   | 1R  | A   | A   | A   | 0 / 7    | 8 – 7    |
| Total Victòries−Derrotes                                                                                                   | 1−1 | 2−1 | 7−1 | 3−5 | 18−20 | 16−20 | 7−11 | 5−11 | 3−6 | 5−12 | 3−9 | 2−1 | 3−1 | 4−1 | 80 – 100 | 80 – 100 |
| Rànquing a final d'any | 248 | 181 | 95  | 175 | 54    | 47    | 231  | 135  | 241 | 137  | 275 | 169 | 218 | 166 |          |          |
| Llegenda: G: Guanyador; F: Finalista; SF: Semifinalista; QF: Quarts de final; Q: Qualificació; A: Absent; RR: Round Robin; |     |     |     |     |       |       |      |      |     |      |     |     |     |     |          |          |